# Federigo Verdinois
Federigo Verdinois ([verdiˈnwa]; Caserta, 2 luglio 1844 – Napoli, 11 aprile 1927) è stato un giornalista, scrittore e traduttore italiano.

## Biografia
Iniziò la sua carriera come bibliotecario, per poi diventare giornalista, scrivendo, con lo pseudonimo «assai popolare» di Picche, in diversi periodici, quali il Fanfulla di Roma, il Corriere del Mattino di Napoli e l'Illustrazione italiana di Milano. Nell'ambito giornalistico ebbe particolare rilievo l'attenzione che prestò alle vicende e agli aspetti più peculiari del teatro italiano, influenzato in questo dal lungo soggiorno fiorentino tra il 1864 e il 1869. Verdinois ne propose una rifondazione attraverso il ricorso al vernacolo, che poteva configurarsi come ottimale veicolo di irradiazione dell'educazione, sia civile che morale, delle classi piccolo-borghesi.
La sua maggiore notorietà è legata, tuttavia, alla traduzione di circa 350 opere da diverse lingue, fra le quali, oltre l'inglese e il russo, il francese, il tedesco, il polacco e il norvegese.  Fece conoscere in Italia, con le prime versioni autorizzate, in particolare per la casa editrice Rocco Carabba di Lanciano, i classici della letteratura russa, traducendo, fra gli altri, Dostoevskij, Gogol', Puškin, Tolstoj e il Che fare? di Černyševskij.
Con particolare riferimento a Puškin, è stato affermato che il primo esito italiano di siffatte traduzioni fu, nel complesso, felice, poiché Verdinois seppe essere aderente all'originale, non sacrificando troppo le rime e utilizzando, come peraltro aveva fatto nelle versioni di altri autori, ottonari fluidi, ben scanditi e, ove possibile, piacevolmente arguti. In generale, però, è stato osservato che «il suo torto […] fu di ritenere, come i primi traduttori francesi, che i russi fossero troppo prolissi e occorressero dei tagli per rendere le loro opere più accessibili al parlato degli italiani». Si deve a lui anche la prima versione italiana del Quo vadis? di Sienkiewicz. Non è un caso, del resto, che insegnò all'Istituto Universitario Orientale di Napoli prima lingua e letteratura inglese, successivamente lingua e letteratura russa.
Non meno nota e significativa è l'attivista del Veridinois memorialista. I suoi Profili letterari napoletani (1881), in cui risulta emblematica la vivace caratterizzazione umana dei personaggi, hanno costituito un modello largamente seguito ben oltre Ugo Ojetti.
Quanto alla produzione novellistica di Verdinois, una delle opere più significative è rappresentata dai dieci Racconti inverisimili di Picche («Picche» era lo pseudonimo col quale Verdinois si firmava sul Fanfulla), pubblicati nel 1886 a Napoli, presso la Casa Editrice ArtisticoLetteraria. Essi si inseriscono nell'ambito del genere fantastico, che, nel caso specifico, sembra riconducibile alla pratiche spiritistiche  diffuse nel tardo Ottocento napoletano. A tal proposito, è stato osservato che Verdinois fosse convinto di «evocare le ombre dei defunti e pronto a sollecitare nuovi traguardi della scienza in grado di dare ragione dei fenomeni dell'ipnotismo e della medianità»: da qui la proposta di racconti che colpissero la fantasia popolare, in linea con i nuovi orientamenti che andavano diffondendosi nella narrativa italiana dopo le tendenze manzoniane e veriste. In effetti, il Verdinois coltivò per gran parte della propria esistenza lo studio dei fenomeni cosiddetti metapsichici, collaborando ad alcune tra le più titolate riviste italiane della sua epoca  -tra le quali Filosofia della Scienza, fondata in Palermo, a inizio '900, da Innocenzo Calderone-  inerenti appunto la ricerca psichica.

## Opere principali

### Memorie e Racconti
- Amore sbendato, Giannini, Napoli 1872.
- Nebbie germaniche, Giannini, Napoli 1872.
- Racconti, Brigola, Milano 1878.
- Profili letterari napoletani, Morano, Napoli 1881.
- Nuove novelle, Tip. Paggi, Firenze 1882.
- Principia, Tocco, Napoli 1885.
- Racconti inverisimili di Picche, Casa Editrice ArtisticoLetteraria, Napoli 1886.
- La visione di Picche. Storia vera per chi ci crede, Tocco, Napoli 1887.
- Quel che accadde a nannina, Stab. Tip. Pansini, Catania 1887.
- I martiri di Belfiore, Soc. Editrice Partenopea, Napoli 1915.
- Ricordi giornalistici, Giannini, Napoli 1920

### Traduzioni

#### Letteratura inglese
- Charles Dickens, La piccola Dorrit, 3 voll., Treves, Milano 1879
- Charles Dickens, Cantico di Natale in prosa, Ulrico Hoepli, Milano 1888.
- Charles Dickens, Il circolo Pickwick, 2 voll., Treves, Milano 1904.
- Charles Dickens, Le novelle di Natale, Istituto editoriale italiano, Milano 1913.
- Washington Irving, Nel regno fatato. Racconti di fate, geni e folletti, Soc. Editrice Partenopea, Napoli 1909.
- Washington Irving, La montagna prodigiosa, Soc. Editrice Partenopea, Napoli 1911.
- William Shakespeare, Il sogno di una notte di mezza estate, Ediz. Artistico-Letteraria, Napoli 1887.
- Alfred Russel Wallace, Esiste un'altra vita, Soc. Editrice Partenopea, Napoli 1882.
- Alfred Russel Wallace, Il darwinismo applicato all'uomo, Soc. Editrice Partenopea, Napoli 1912.
- Alfred Russel Wallace, I miracoli ed il moderno spiritualismo, Soc. Editrice Partenopea, Napoli 1913.
- Oscar Wilde, Il dovere del delitto, Società editrice partenopea, Napoli 1908.

#### Letteratura russa
- Anton Čechov, Mi ami?, Jovene, Napoli 1906.
- Fëdor Dostoevskij, Povera gente, Carabba, Lanciano 1917.
- Fëdor Dostoevskij, I fratelli Karamazov, 4 voll., Carabba, Lanciano 1922.
- Fëdor Dostoevskij, L'adolescente, 4 voll., Carabba,  Lanciano 1924
- Fëdor Dostoevskij, L'idiota, 4 voll., Carabba,  Lanciano 1927.
- Nikolaj Vasil'evič Gogol', Le avventure di Cicicoff o le anime morte, 3 voll., Carabba,  Lanciano 1917-1918.
- Nikolaj Vasil'evič Gogol', Le veglie alla fattoria di Dicanca, Jovene, Napoli 1920.
- Nikolaj Vasil'evič Gogol', Tarass Bulba, Carabba,  Lanciano 1923.
- Nikolaj Vasil'evič Gogol', Mirgorod, Carabba,  Lanciano 1923.
- Nikolaj Vasil'evič Gogol', L'ispettore generale, Carabba,  Lanciano 1924.
- Ivan Aleksandrovič Gončarov, Solita storia, Vallardi, Milano 1909.
- Ivan Aleksandrovič Gončarov, Il burrone, 2 voll., Morano, Napoli 1919
- Maksim Gor'kij, Amor di proletario, Soc. editrice Partenopea, Napoli 1905.
- Maksim Gor'kij, Rivoluzionari e forzati, Soc. editrice Partenopea, Napoli 1905.
- Aleksandr Sergeevič Puškin, Le fiabe, Sonzogno, Milano 1906.
- Aleksandr Sergeevič Puškin, Boris Godunov e il convitato di pietra, Carabba, Lanciano 1916.
- Lev Tolstoj, Il trionfo di Cristo, Soc. editrice Partenopea, Napoli 1906.
- Lev Tolstoj, Il gran peccato, Soc. editrice Partenopea, Napoli 1906.
- Lev Tolstoj, La guerra e la pace, Istituto editoriale italiano, Milano 1924.
- Ivan Sergeevič Turgenev, Terre vergini, Treves, Milano 1902.
- Ivan Sergeevič Turgenev, Padri e figli, Treves, Milano 1908.

#### Altre letterature
- Knut Hamsun, Pan, Giannini, Napoli 1920.
- Knut Hamsun, Fame, Gennaro Giannini, Milano 1921.
- Victor Hugo, L'epopea del Leone, Soc. Editrice Partenopea, Napoli 1908.
- Victor Hugo, Leggenda del bel Pecopin e de la bella Caldura, Soc. Editrice Partenopea, Napoli 1909.
- Victor Hugo, Amori di prigione, Soc. Editrice Partenopea, Napoli 1909.
- Victor Hugo, Parigi, Soc. Editrice Partenopea, Napoli 1909.
- Henryk Sienkiewicz, Quo vadis?, Detken & Rocholl, Napoli 1899.
- Henryk Sienkiewicz, La famiglia Polanieski, Detken & Rocholl, Napoli 1899.
- Henryk Sienkiewicz, Col ferro e col fuoco, Cogliati, Milano 1900.
- Henryk Sienkiewicz, La Gioia d'amar, Soc. Editrice Partenopea, Napoli 1906.
- Henryk Sienkiewicz, Senza dogma, 3 voll., Rocco Carabba, Lanciano 1919.
- Rabindranath Tagore, Chitra, Carabba, Lanciano 1916.
- Rabindranath Tagore, Il re della camera Oscura, Carabba, Lanciano 1916.
- Richard Wagner, Parsifal e Lohengrin, Soc. Editrice Partenopea, Napoli 1909.